# Phylliidae
Los fílidos (Phylliidae) son una familia del orden de  los fásmidos que pertenece al suborden Areolatae. Se conocen vulgarmente como insectos hoja.
Antonio Pigafetta fue probablemente el primero en documentar por escrito la existencia de estos insectos en su Relación del primer viaje alrededor del mundo. Estudió y documentó la fauna de la isla de Cimbonbón, incluyendo la existencia de ciertos insectos que confundió con hojas. Así los describe inicialmente en su crónica: 
Hay también árboles cuyas hojas, al caer, están vivas y andan. Son hojas aproximadamente como de moral, aunque menos largas. Encuéntranse también pedúnculos por todas partes; el pedúnculo tiene sólo dos patas, es corto y puntiagudo, carece de sangre y huye cuando alguien choca con él. Durante nueve días tuve a uno guardado en una caja. Cuando la abría, daba vueltas en torno a ella. Pienso que no viven sino del aire.

## Características
Tienen un aspecto general semejante al de una hoja lo que les permite mimetizarse con su entorno. La semejanza de estos insectos con una hoja de árbol es espectacular. Sin embargo algunos de los fásmidos que imitan hojas secas no pertenecen a esta familia, como es el caso de Extatosoma tiaratum, que pertenece a la familia Phasmatidae.
En esta familia las antenas de las hembras son muy cortas, con 1 a 2 mm de longitud, mientras las de los machos son más largas, de 3 a 6 mm según la especie.

## Evolución
Un antepasado prehistórico de la familia Phylliidae sería Eophyllium messenlensis, un fósil de 47 millones de años. Presenta grandes semejanzas con las características actuales de la familia e indica que ha cambiado poco durante milenios.

## Taxonomía
Aunque la familia Phylliidae se agrupa en una única subfamilia, Phylliinae, incluye dos tribus, cinco géneros y varias decenas de especies.
Tribu Phylliini Brunner, 1893.
- Chitoniscus Stål, 1875.
  - Chitoniscus brachysoma Sharp, 1898.
  - Chitoniscus erosus Redtenbacher, 1906.
  - Chitoniscus feejeeanus Westwood, 1864.
  - Chitoniscus lobipes Redtenbacher, 1906.
  - Chitoniscus lobiventris Blanchard, 1853.
  - Chitoniscus sarrameaensis Grösser, 2008.

- Microphyllium Zompro, 2001.
  - Microphyllium spinithorax Zompro, 2001.

- Phyllium Illiger, 1798.
  - Phyllium asekiense Grösser, 2002.
  - Phyllium athanysus Westwood, 1859.
  - Phyllium bioculatum Gray, R.G., 1832.
  - Phyllium bilobatum Gray, R.G., 1843.
  - Phyllium brevipenne Grösser, 1992.
  - Phyllium caudatum Redtenbacher, 1906.
  - Phyllium celebicum De Haan, 1842.
  - Phyllium frondosum Redtenbacher, 1906.
  - Phyllium chitoniscoides Grösser, 1992.
  - Phyllium drunganum Yang, 1995.
  - Phyllium elegans Grösser, 1991.
  - Phyllium ericoriai Hennemann, Conle, Gottardo & Bresseel, 2009.
  - Phyllium exsectum Zompro, 2001.
  - Phyllium gantungense Hennemann, Conle, Gottardo & Bresseel, 2009.
  - Phyllium geryon Gray, R.G., 1843.
  - Phyllium giganteum Hausleithner, 1984.
  - Phyllium groesseri Zompro, 1998.
  - Phyllium hausleithneri Brock, 1999.
  - Phyllium iyadaon Cumming, Le Tirant, Linde, Solan, Foley, Eulin, Lavado, Whiting, Bradler & Bank, 2023.[5]
  - Phyllium jacobsoni Rehn, J.A.G. & Rehn, J.W.H., 1934.
  - Phyllium keyicum Karny, 1914.
  - Phyllium mabantai Bresseel, Hennemann, Conle & Gottardo, 2009.
  - Phyllium mamasaense Grösser, 2008.
  - Phyllium maethoraniae Delfosse, 2015.
  - Phyllium mindorense Hennemann, Conle, Gottardo & Bresseel, 2009.
  - Phyllium monteithi Brock & Hasenpusch, 2002.
  - Phyllium ortizi Cumming, Le Tirant, Linde, Solan, Foley, Eulin, Lavado, Whiting, Bradler & Bank, 2023.[5]
  - Phyllium palawanense Grösser, 2001.
  - Phyllium parum Liu, 1993.
  - Phyllium philippinicum Hennemann, Conle, Gottardo & Bresseel, 2009.
  - Phyllium pusillulum Rehn, J.A.G. & Rehn, J.W.H., 1934.
  - Phyllium rarum Liu, 1993.
  - Phyllium rayongii Thanasinchayakul, 2006.
  - Phyllium samarense Cumming, Le Tirant, Linde, Solan, Foley, Eulin, Lavado, Whiting, Bradler & Bank, 2023.[5]
  - Phyllium schultzei Giglio-Tos, 1912.
  - Phyllium siccifolium (Linnaeus, 1758).
  - Phyllium sinense Liu, 1990.
  - Phyllium suzukii Grösser, 2008.
  - Phyllium tibetense Liu, 1993.
  - Phyllium westwoodii Wood-Mason, 1875.
  - Phyllium woodi Rehn, J.A.G. & Rehn, J.W.H., 1934.
  - Phyllium yunnanense Liu, 1993.
  - Phyllium zomproi Grösser, 2001.
- Walaphyllium Cumming, Thurman, Youngdale, Le Tirant, 2020.
  - Walaphyllium lelantos Cumming, Thurman, Youngdale y Le Tirant, 2020.
  - Walaphyllium monteithei Brock & Hasenpusch, 2003.
  - Walaphyllium zomproi Grösser, 2001.

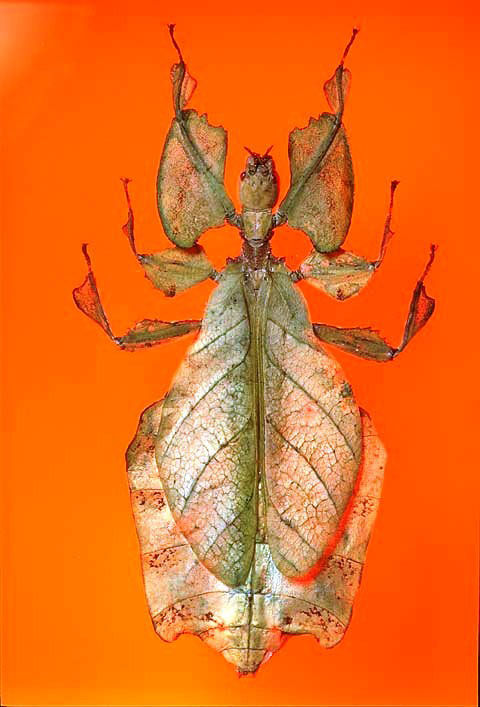
Phyllium giganteum de la colección permanente del Museo de los Niños de Indianápolis

Tribu Nanophylliini Zompro & Grösser, 2003.
- Nanophyllium Redtenbacher, 1906.
  - Nanophyllium adisi Zompro & Grösser, 2003.
  - Nanophyllium hasenpuschi Brock & Grösser, 2008.
  - Nanophyllium pygmaeum Redtenbacher, 1906.
  - Nanophyllium rentzi Brock & Grösser, 2008.